# ジョルジュ・ドフランドル
ジョルジュ・ドフランドル（Georges Deflandre、1897年3月18日 - 1973年6月17日）は、フランスの古生物学者である。フランスにおける微小化石研究のパイオニアである。

## 略歴
マジェンタで生まれた。パリ大学で植物学を学び、藻類の研究を行い、博士号を得た。1928年にパリ国立自然史博物館の古生物学部門で働きはじめ、専門を古生物学に転じた。フランスの燧石地層中の渦鞭毛藻(dinoflagellates)などの微小化石の研究や地層中の植物花粉の研究をした。古生物学研究に電子顕微鏡をフランスで初めて用いた研究者の一人である。
フランス国立科学研究センターの研究職（Maitre de Recherches）として働き、高等研究実習院の電子顕微鏡研究室の室長を務め、自然史博物館の教授を務めた。1966年に科学アカデミーの通信会員となり、1963年からドイツ自然科学アカデミー・レオポルディーナの会員である。
妻のマルト・ドフランドル＝リゴー（Marthe Deflandre-Rigaud）も古生物学者である。

## 著作
- La Vie créatrice de roches, 1942 (populärwissenschaftlich)
- Abschnitt Protisten in J. Piveteau Traité de paléontologie, 1952